# Форталеза (футбольний клуб)
Форталеза (порт. Fortaleza Esporte Clube) — бразильський футбольний клуб з міста Форталеза. Клуб виступає у бразильській Серії A, домашні матчі проводить на стадіоні Кастелан, що здатний вмістити понад 67 тисяч вболівальників.

## Досягнення
- Чемпіонат штату Сеара:
  -  Переможець (46): 1920, 1921, 1923, 1924, 1926, 1927, 1928, 1933, 1934, 1937, 1938, 1946, 1947, 1949, 1953, 1954, 1959, 1960, 1964, 1965, 1967, 1969, 1973, 1974, 1982, 1983, 1985, 1987, 1991, 1992, 2000, 2001, 2003, 2004, 2005, 2007, 2008, 2009, 2010, 2015, 2016, 2019, 2020, 2021, 2022, 2023